# Classe Marshal Nedelin
Le unità appartenenti alla classe Marshal Nedelin (progetto 1941 secondo la classificazione russa) sono grandi navi progettate per il supporto elettronico alla flotta sovietica. Oggi ne rimane in servizio solo una.

## Sviluppo
La decisione di sviluppare il progetto 1941 venne presa agli inizi degli anni ottanta, quando i vertici dell'Unione Sovietica sentirono la necessità di una nave in grado di tracciare la rotta dei satelliti ed appoggiare le operazioni spaziali. La prima unità, la Marshall Nedelin, entrò in servizio nel 1984.

## Tecnica
Le unità appartenenti a questa classe hanno una componente elettronica molto sofisticata (alcuni la hanno definita unica al mondo), che consente loro di svolgere molteplici compiti di supporto. Infatti, la loro potente dotazione radar permette a queste navi di servire non solo per il supporto alle comunicazioni militari della flotta, ma anche per l'appoggio delle missioni spaziali (con o senza equipaggio). Inoltre, sono in grado anche di seguire e regolare la traiettoria dei missili balistici.
Queste unità non imbarcano nessun tipo di armamento: per la protezione devono fare affidamento esclusivamente sulle unità militari di scorta.

## Unità varate
Le unità entrate in servizio sono state due: la Marshal Nedelin e la Marshal Krylov, costruite nei cantieri di San Pietroburgo. La prima è stata demolita nel 1997, la seconda (entrata in servizio nel 1989) è tuttora a carico della Flotta del Pacifico, anche se attualmente risulta sottoposta ad un programma di aggiornamento. La costruzione di una terza unità è stata cancellata in seguito al crollo dell'Unione Sovietica. Era prevista anche una versione civile, ma l'unico esemplare di questo tipo costruito non è mai stato completato, e lo scafo è stato probabilmente venduto per la demolizione.